# Ève (Ohey)
Pour les articles homonymes, voir Ève (homonymie).
Ève est un hameau de la commune belge d'Ohey situé en Région wallonne dans la province de Namur.
Avant la fusion des communes de 1977, Ève faisait partie de la commune d'Évelette.

## Situation
Ève se situe principalement en rive droite et sur le versant sud du ruisseau de Vyle à proximité du village d'Évelette.

## Patrimoine
Le hameau possède plusieurs bâtiments anciens construits la plupart du temps en pierre de grès.
Dressée sur une colline dominant le hameau, la ferme de Froidmont, également bâtie en grès, possède un imposant donjon carré datant du XIIe siècle.

## Tourisme
Le hameau possède des gîtes ruraux.